# Electronic body music
Az electronic body music (ismert rövidítése EBM) az 1980-as években az industrial és az elektronikus punkzene keveredéséből létrejött elektronikus zenei műfaj.
Nyilvánvaló, hogy az 1980-as évek közepéig, a műfaj az industrial (ipari) zene befolyása alatt állt (Throbbing Gristle, Cabaret Voltaire), Európában az elektropunk (DAF, Liaisons Dangereuses, Portion Control) és az elektronikus zene (Kraftwerk)hatott rá.

## Jellemzői
A stílus főbb jellemzői a gépies, robotszerű, hideg hangzás, ami 4/4-es ütemekre épül, sötét tónusú, agresszív hatást keltő bassline-nal. Legbelülről távolságtartó és szigorú a hangzása, de ez gyakran átvált fetisiszta, vad, de olykor szenvedélyes hangnembe. Képzeljünk el egy termet, ami tele van fiú-lány próbababákkal, és ezek megpróbálnak táncolni, a nehéz és gépies testből kifolyólag a rájuk jellemző szaggatott, robot-mozgással. Általában 130 BPM (beats per minute) körül mozog az üteme, szóval nem gyors de nem is lassú, a különcségét épp abban éri el hogy egy átlag tempóval milyen mélységet, feszességet, agresszivitást lehet kifejezni. Az EBM mellé még szorosan köthető hangzásilag az electro-techno hangzás illetve a nyers robot-electro hangzás. Mint ezeknél a műfajoknál, gyakorlatilag az EBM-nél is a legfőbb motívum a minden második ütem erős snare-re helyezése.
Mint az electro összes ága, az EBM is lényegesen be van épülve és kapcsolatot ápol a divatvilággal, a már említett robot-modell-bábu-gépitest jelleméből. De mialatt az electroclash vidámabb és színekkel telibb világot mutat be, addig az EBM, Industrial zenei alstílus révén a sötétebb, elborultabb, szigorúbb, fetisiszta részét mutatja meg mindennek. Az EBM ruházat jellemzői a goth-os sötétség, pár centis punk frizura, csatok, ujjatlan kesztyűk, repülős jellegű napszemüvegek, passzos bőrkabátok, militarista felsők-nadrágok.
Ének/vokál tekintetében a már említett electropunk-os jelleg van átitatva az Industrial ridegebb érzésvilágával, viszont a műfaj fejlődésével kialakultak keményebb, sötétebb ágazatai is (Harsh EBM/Aggrotech, Dark Electro/Dark Industrial), melyek a modernebb elektronikus hangzások mellett előszeretettel alkalmaznak Darkwave/Goth vagy épp extrém Metal stílusokra jellemzőbb ének/vokál technikákat is és azok vokódolt/torzított formáit. Az EBM szövegei elvontak, sokszor nehezen értelmezhetőek, gyakran szólnak disztópikus jövőképekről, háborúkról és társadalmi problémákról, azok lehetséges megoldásáról vagy szimplán csak ellenük történő lázadásról.
Magyarországon a legnagyobb sikert a műfajon belül az Escalator nevű csapat érte el. Legnagyobb sikereik a 80-as évek végétől a kilencvenes évek közepéig tartottak.

## Története
Az electronic body music kifejezést egy belga együttes, a Front 242 használta, mikor 1984- be megjelent EP jük (No Comment) kapcsán jellemezniük kellett a zenéjüket. Néhány évvel ezelőtt, a Németországi DAF zenekar a „Körpermusik" (azaz „test zene”) kifejezést használta egy interjújukban, az elektropunk szinonimájaként. Egy másik kifejezést, az aggre-pot is használták az EBM megnevezéseként, ami az „agresszív-pop” rövidítése. Ez főleg Németországban terjedt el az 1980-as évek végén.
1981-1993
A korai 1980-as előadók, mint a Front 242 és a Nitzer Ebb (mindkettőt olyan együttesek befolyásolták, mint a Deutsch-Amerikanische Freundschaft, Cabaret Voltaire és a Throbbing Gristle elkezdték vegyíteni a német elektropunkot a brit ipari zene elemeivel. Eredményül egy olyan táncolható zajt kaptak, amit EBM nek hívtak. Jelentős EBM albumok például az 1987-ben megjelent Front 242 „Official Version” –je és a Nitzer Ebb „That Total Age” c. albuma.
Az 1980-as évek második felében amerikai és kanadai együttesek, mint például a Front Line Assembly, Ministry, Skinny Puppy, Batz Without Flesh vagy a Schnitt Acht elkezdték használni az európai EBM jellegzetes elemeit. Ezeket az elemeket kombinálták még a durvább amerikai post-industrial zene elemeivel (Revolting Cocks).
Nem sokkal később sok zenekar, mint például a Nine Inch Nails is, kreáltak egy, az EBM szinti és szekvenciáit megtartó, de rockos elemeket is használó stílust. Ennek legismertebb eredménye az 1989-ben világot látott Head Like A Hole c. szám.
Időközben az EBM elkezdett terjedni az underground zenekedvelők körében is, elsősorban Európában. Ez idő alatt számos fontos kiadó volt, Belgiumban a PIAS, Antler-Subway és a KK Records, Németországban az Animalized, Techno Drome International és a Zoth Ommog, az észak-amerikai Wax Trax!, a svéd Front Music Production és Energy (később Energy Rekords).
A Front 242-n és a Nitzer-en kívül még olyan meghatározó zenekarok is voltak, mint a Die Krupps, Vomito Negro, Signal Aout 42, Project Pichfork, Insekt, Force Dimension, Bigod20, és az Electro Assassin.
Néhány másik zenekar, például A Split-Second (belga electro-rock/new beat), AAAK, The Weathermen, The Klinik, Borghesia, The Neon Judgement, Attrition vagy a Philadelphia Five, amik sok, a műfajra jellemző dalokat alkottak, mégse EBM zenekarok.
A korai – és közép 1990-es években rengeteg EBM előadó szakított vagy változtatott addigi stílusán és átvett még több torzítást vagy akár a rock- és metál zene elemet. A Front 242 Tyranny For You c. albuma és a későbbi albumai az 1980-as évekbeli EBM korszak végéhez vezettek. Nitzer egyike a legfontosabb előadóknak, sima elektronikus rock zenekarrá vált. A vezető együttesek nélkül az eredeti electro body music véglegesen elhalványult az 1990-es évek közepére.
Magyarországon az egyetlen kimondottan EBM formáció az Escalator nevű duó volt, amely valamikor ′90 környékén alakult egy testvérpár jóvoltából. Itthon részben ebbe a műfajba sorolható még a kultikus CMC (Cro-Magnon-i Cola) nevű formáció is, melynek legaktívabb korszaka 1986 és 1993 között volt, mégis mára csak a legbeavatottabb fanatikusak ismerik a nevüket.

### Fejlemények
Újabb együttesek, mint például a Leaether Strip, wumpscut:, és a korai Suicide Commando is ötvözték a kemény, éles, durva ütemeket a szintetizátoros lágyabb dallamokkal, a hagyományos oldschool EBM-nél kidolgozottabb dalszerkezettel, atmoszférikus zenei hatásokkal. Ez meg tudta teremteni az EBM evolúcióját és létrejöttek különböző alfajok, mint például a modernebb, futurisztikusabb hangzásvilágú electro-industrial vagy ennek sötétebb, Gótikusabb változata a dark electro, ami előszeretettel nyúl Okkult, Gothic Horror és sötét lélektani témákhoz is, gyakran ijesztő rémálom szerű zenei atmoszférákat teremtve, ezen stílus korai előadói például a yelworC, Mortal Constraint, Trial, Seven Trees, Disharmony, Placebo Effect és a Tri-state, de ide sorolható a hazai Plasma Pool is.
Más híres electro-industrial zenekarok is előretörtek ebben az időben (Allied Vision, Psychopoms, Controlled Fusion, a korai Decoded Feedback, vagy a NVMPH.)
Az Aggrotech (Harsh/Terror EBM) pedig ezen hangzások modernizált és egyben még keményebb változataként jelent meg később a 2000-es évek elején.
Az Apoptygma Berzerk, Covenant és VNV Nation által kialakított stílus pedig a futurepop, ami a szintipop és az EBM keveredésének tekinthető.
Említést érdemel még a Wumpscut által 90es években elnevezett "Endzeit EBM" is, mely egy olyan kisérletezősebb ága az EBM-nek, ami groteszk módon egyesíti az EBM, dark electro/electro-industrial zenei elemeket, olykor még Darkwave, Electro Goth hatásokat is pakolva a képletbe, komoly hangsúlyt fektetve a komor, melankolikus érzelmek és drámai témák minél katartikusabb zenei kifejezésére. Újabban a modernebb Aggrotech/Terror EBM féle hangzásvilágba implementált módon is gyakran megjelenik ez a fajta kombináció, így ma már főként ehhez és a Dark Electro-hoz köthető. Néhány előadó akik hangzásvilágára ráhúzható ez a megnevezés: Wumpscut, The Retrosic, az ezt futurepop hatásokkal vegyítő [:SITD:] stb... Sosem tekintettek rá önálló stílusként, csak több egymáshoz közel álló industrial/EBM zenei alstílus komor és egyedi kombinációjaként van értelmezve, viszont az elnevezéshez híven ezen szerzeményekben kiemelt szerepet kap a baljós, sokszor világvége hangulat és ahhoz köthető dalszövegi témák.
Megemlíthető magyar formáció még a Sanguis In Nocte, amely az EBM-et középkori és metal elemekkel ötvözve képvisel érdekes és egyedi színfoltot a magyar zenei palettán.

#### Újjászületés
A késői 1990-es évek végére, az ezredforduló után főként svéd és német együttesek, mint például a Spetsnaz, Dupont, C.A.P. és a Proceed elkezdték a régi EBM stílust produkálni így jó néhány újabb kiadás jelent meg. Az EBM az ezredforduló után is élő zenei stílus. Az olyan együttesek, mint pl. a Funker Vogt, a Rotersand vagy a Blutengel rendkívül népszerűek a szubkultúra tagjai között. A Futurepop újabb képviselői közé tartozik a Colony 5 vagy az Elegant Machinery. 2005-től a régi zenekarok is aktivizálták magukat, koncertekkel és lemezzel jelentkezett a Front 242, a Nitzer Ebb, folyamatosan aktív a Frontline Assembly vagy akár a Skinny Puppy is.
Magyarországon sikeres zenekarnak számít az Impact Pulse és 2007-től az Escalator is újra zenél.

#### Befolyásai
Sok EBM előadó is hatással volt néhány new beat és Goa előadóra is ( Juno Reactor, Astral Projection, Eon Project). Az 1990-es évek végére számos zenész az európai techno világából, mint például Terence Fixmer, Thomas P. Heckmann és David Carretta, a zenéjükhöz több elemet is használtak az EBM-ből.
Az Egyesült Államokban Adam X is hasonló irányba terelődött. Ez a tendencia jellemezte a feltörekvő electroclash műfajt is és ahogy hanyatlott, számos zenész nyúlt vissza ehhez a műfajhoz.
Egyre nagyobb átfedések lettek e műfaj és az old school EBM között. Bandák és előadók újramixelték egymást, talán a legismertebb ezek közül is, hogy Terence Fixmer csatlakozott a Nitzer Ebb fő énekeséhez (Douglas McCarthy) és ketten létrehozták a Fixmer/McCarthy formációt. 2004-ben dobták piacra első albumukat Between The Devil névvel, majd 2008 májusában megjelentették második albumukat Into The Night néven. Ilyen kollobrációk létrejötte eredményezhette a TBM (Techno Body Music) stílus kialakulását is, ami az EBM zenékből ismert szigorú analóg basszus futamokat és több ipari zenére jellemző elemet injektált techno zenei alapokba. Ez utóbbi jeles képviselője a korábban említett Terence Fixmer is, de vokális, Aggrotech zenei elemekkel vegyített formában a korai Combichrist is elsők között volt az ezen stílusban is alkotó művészek listáján.
Az EBM-nek nagy szerepe volt a Német Neue Deutsche Härte nevezetű Ipari Metal alstílus kialakulásában is.

## Népszerű EBM előadók
- Armagedon Dildos (Németország)
- Cat rapes dog (Svédország)
- Front 242 (Belgium)
- Front Line Assembly (Kanada)
- Leather Strip (Dánia)
- Nitzer Ebb (Egyesült Királyság)
- A Split Second (Belgium)
- Tyske Ludder (Németország)
- Orange Sector (Németország)
- Terminal Choice(Németország)